# آزمایش نهایی (کتاب)
آزمایش نهایی (انگلیسی: The Ultimate Experiment) کتابی است در سال ۱۹۷۷ توسط نویسنده علمی نیکلاس وید در مورد زمینه جدید و بحث‌برانگیز تحقیق دی‌ان‌ای نوترکیب (پیش بندی ژن) که بیشتر آن از اخبار و تفسیرهای قبلی نویسنده برای مجله ساینس به عنوان یک مقاله استخراج شده‌است. یک نسخه به روز شده با یک فصل جدید در سال ۱۹۷۹ منتشر شد.